# 上海无轨电车
上海市无轨电车系统，是中国上海市内公共交通的组成部分，于1914年11月15日开始运营，是世界上连续运营时间最长的无轨电车系统，亦曾一度是全世界最大的无轨电车系统。
上海市曾经拥有22条传统无轨电车线路和共计986辆无轨电车，由于多条线路陆续改用汽车、电动汽车或超级电容电车运营，截至2024年7月1日，上海只剩余6条传统无轨电车线路和1条现代无轨电车线路。

## 历史

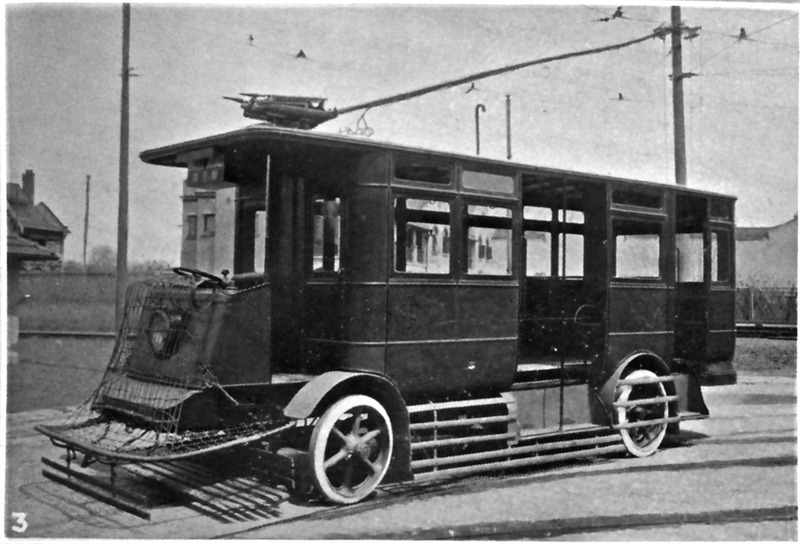
1917年的一辆无轨电车

在无轨电车之前，英商上海电车有限公司开通了有轨电车线路。无轨电车系统在成立初期，有两条路线，使用七辆车运营。
第一条无轨电车线路（14路）开通于1914年11月15日，由福建路延安路驶往1.1公里外的郑家木桥，1915年线路增加沿着佩路（今北京东路）行驶。至1984年以及至2003年，14路和16路的部分线路仍然覆盖这两个路段。
在最初的13天运行中，该系统运载了20万人次。这一系统很快就被认为格外适合于上海的繁华街道中运营。然而，这一系统不得不暂时停运以对其所经由的道路路面进行强化，因为无轨电车已将铺平路面的石头压下。
1924年，经市议会的同意，无轨电车系统进行了大规模扩张。覆盖网络很快就从3.5公里（2.2英里）扩大33.0公里（20.5英里），运营公司因此又购买了100辆新的无轨电车。
在1985年，尽管无轨电车车辆只占公共汽车（其余的是柴油车）的约20％，使用无轨电车系统的乘客占整个公交系统乘客数目的40％以上，当时共有19条无轨电车路线和860辆铰接电车投入运营。
1994年，上海无轨电车系统拥有22条线路和986辆电车，后来这两个数字都显著下降，在2009年年底仍在正常使用的车辆总计略超过200个，不过此后无轨电车的保有量略有增加，在2017年时为358辆。
2017年2月1日，延安路中运量无轨电车开通，该线使用高架桥中间位置作为站台，车辆使用左侧门上下客，沿用71路线名。

## 线路

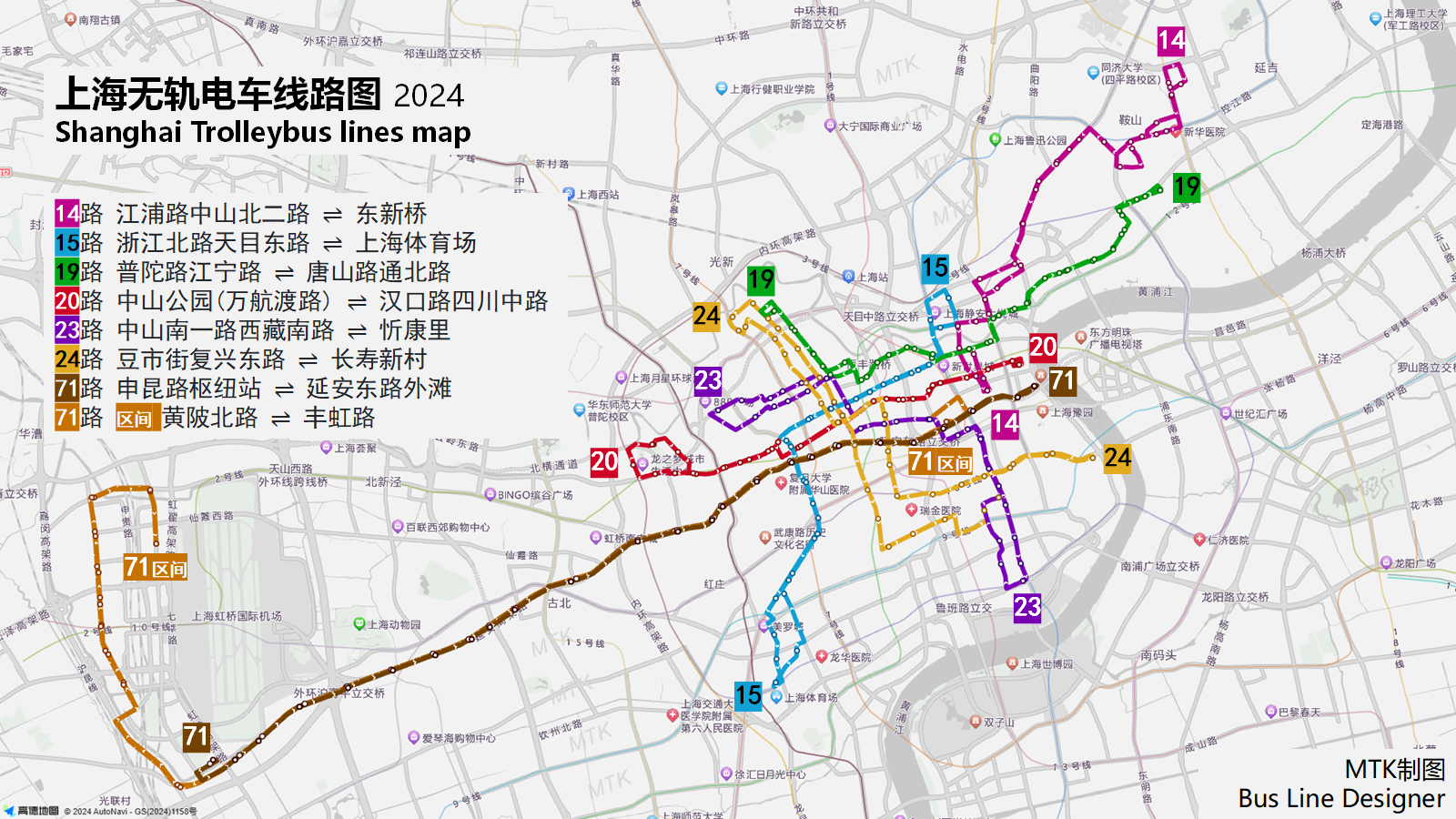
上海无轨电车线路图

截至2024年1月1日，上海拥有的无轨电车线路包括：
| 线路 | 首末站                                | 长度 / km |
| ---- | ------------------------------------- | --------- |
| 14路 | 江浦路中山北二路 – 东新桥             | 9.5       |
| 15路 | 浙江北路天目东路 – 上海体育场         | 10.6      |
| 19路 | 普陀路江宁路 – 唐山路通北路           | 10.5      |
| 20路 | 汉口路四川中路 – 中山公园（万航渡路） | 9.0       |
| 23路 | 中山南一路西藏南路 – 忻康里           | 9.9       |
| 24路 | 豆市街复兴东路 – 长寿新村             | 10.2      |
| 71路 | 延安东路外滩 – 申昆路枢纽站           | 17.5      |

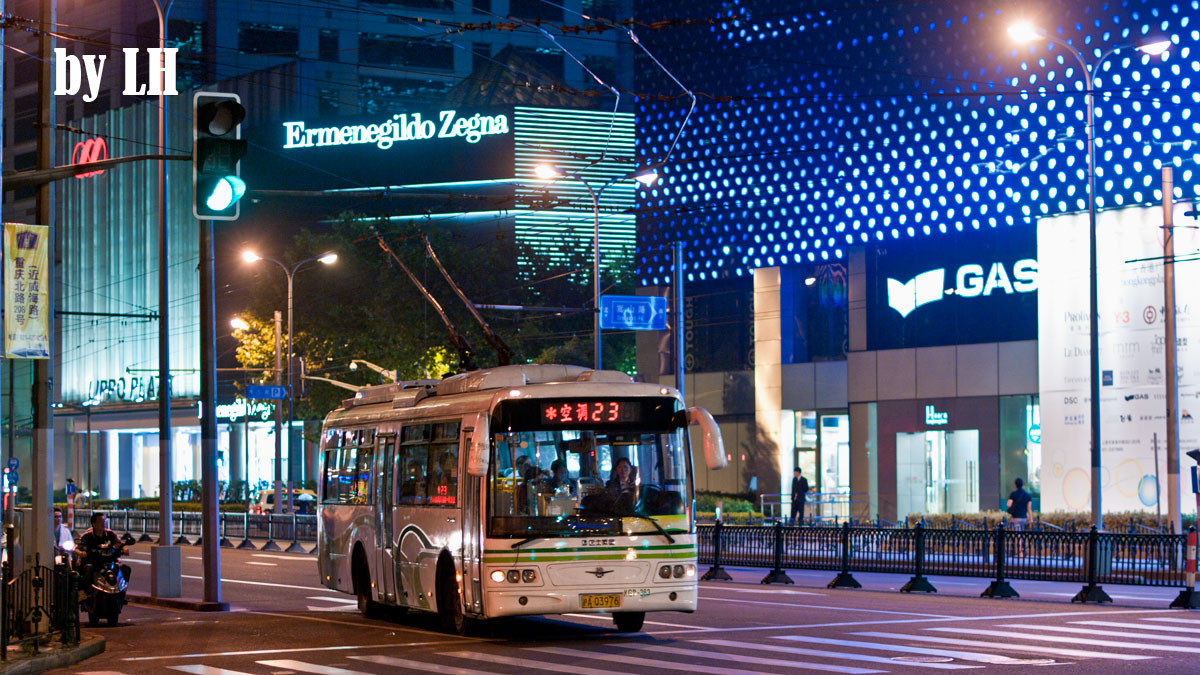
23路无轨电车。

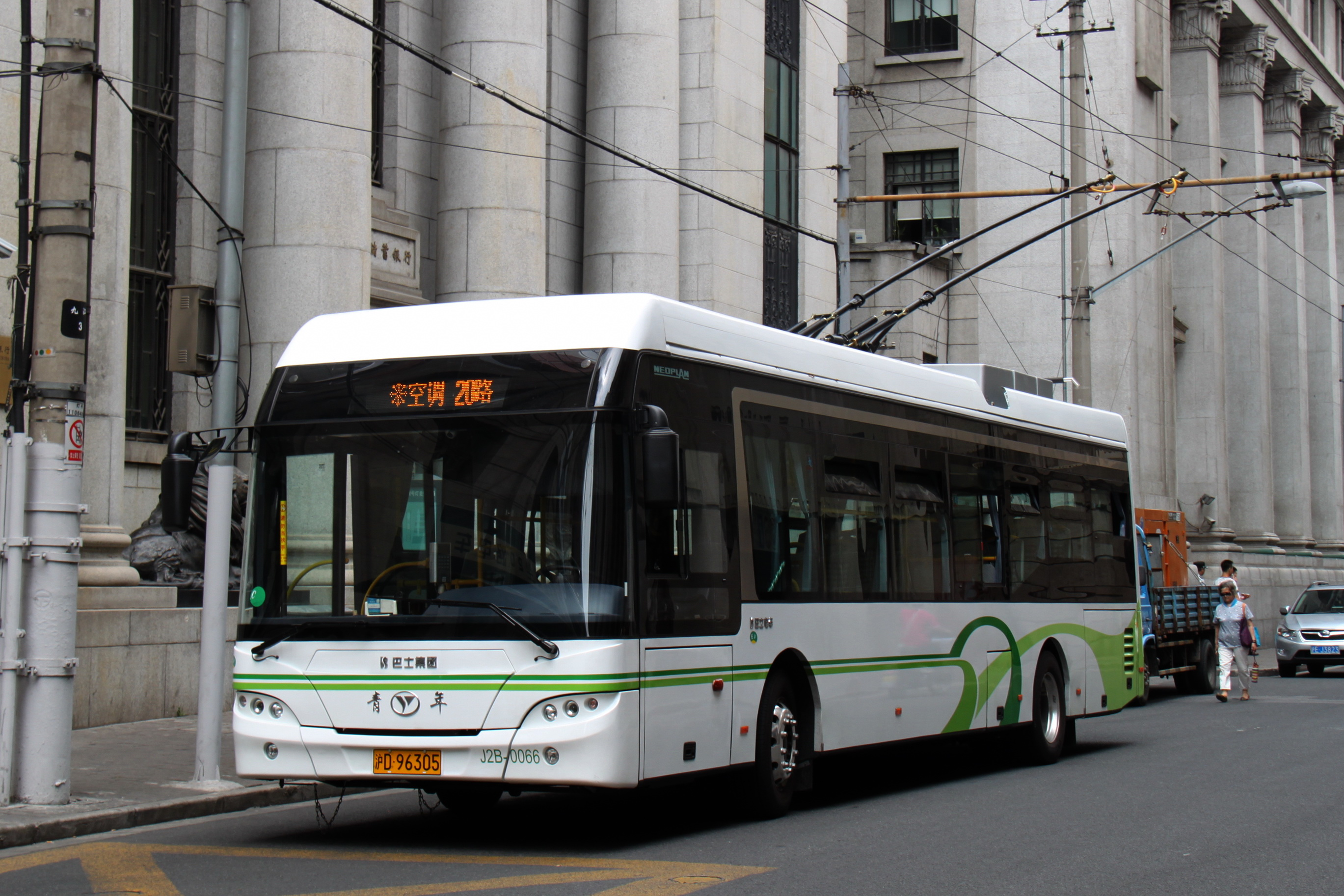
20路无轨电车，自编号J2B-0066。

9路、12路、16路、27路 和隧道五线曾经均为无轨电车：9路改为使用汽车运营，并变更编号为139路；12路改为使用汽车运营，更名隧道八线并延伸至梅园新村；16路改为使用汽车运营，并变更编号为36路；27路改为使用汽车运营，并变更编号为37路；隧道五线现已撤销。
6路、8路、13路、17路、18路、21路、22路、25路、28路 已经从无轨电车线路更改为汽车或电动汽车线路，线路编号不变。
11路 和 26路 于2008年之前曾为无轨电车线路，之后被超级电容电车取代；超级电容电车也是由电力驱动的，但是车辆供电电源位于各车站及首末站。

## 电车车辆和供电设备

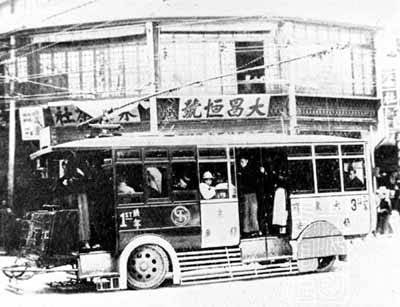
20世纪20年代的无轨电车。

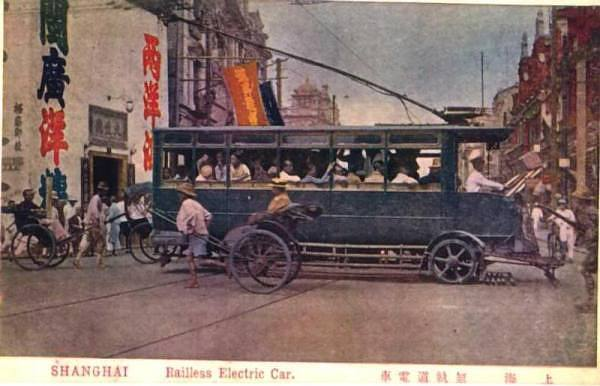
一辆运营中的联合装备公司无轨电车。

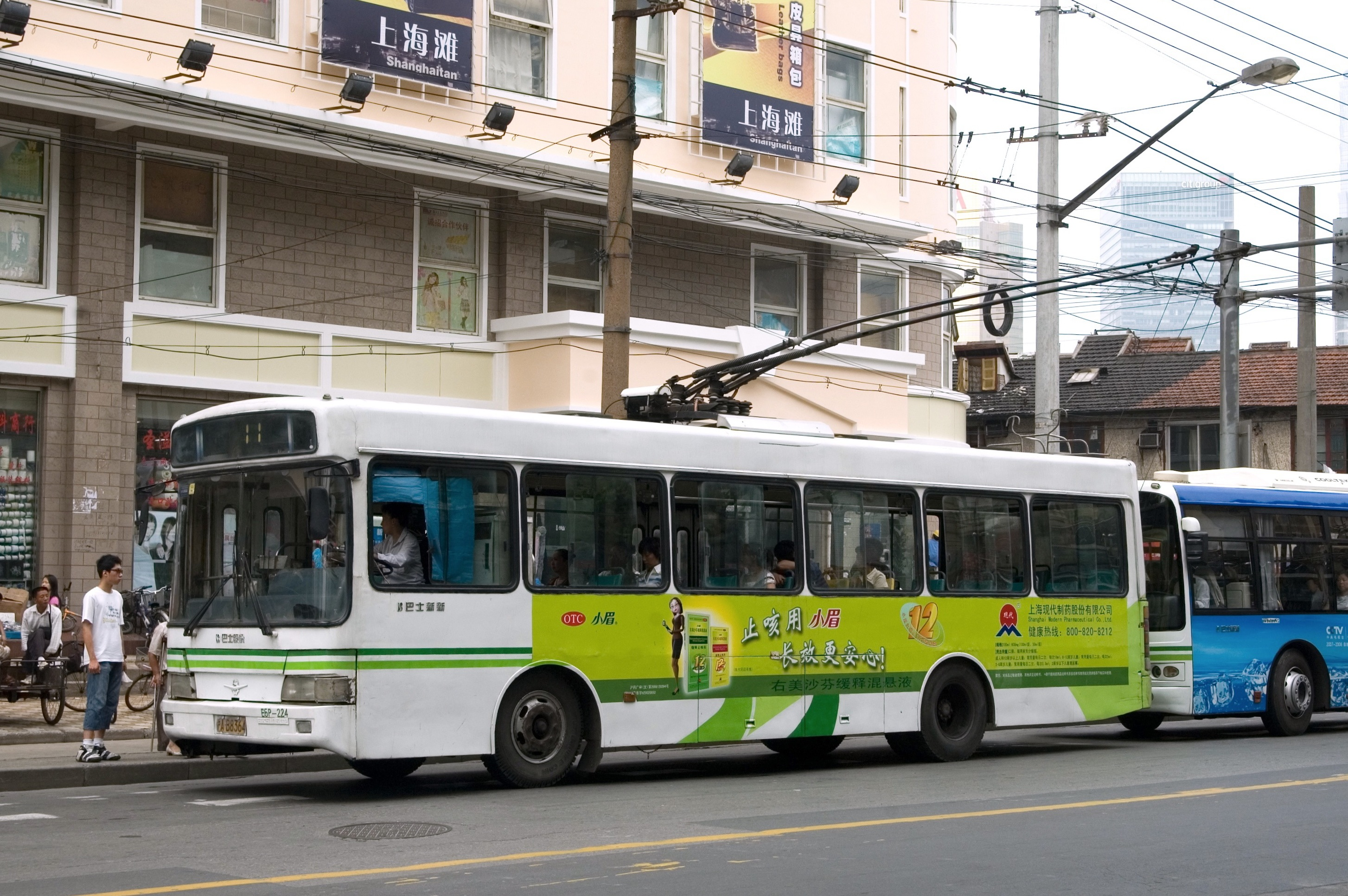
一辆上海制造的SK5105GP-1型无轨电车，拍摄于2007年。

最初，在1914~1915年开通的两条路线拥有7辆无轨电车，这些电车设有一等座和二等座，司机半暴露在电车前方的一个开放平台处。1924年，在通过线网扩张计划后，上海订购了100辆新的无轨电车，这些车辆的底盘和驱动系统由英国公司提供，车体则在上海制造，之后上海又增购了大约30列相同类型的电车。
1951年，上海客车厂开始制造无轨电车；上海电车厂制造浦江牌客车底盘，浦江牌电车电控设备，空气断路器等电车机电设备。上海客车厂生产的上海牌无轨电车曾遍布中国大多数有过电车的城市（北京等一些城市例外）。在1983年，该厂有能力每年生产300辆无轨电车。
1953年7月，上海在国内率先试制成功自动分线器，架设在11路的环城架空线网上，以用来替代老旧的手拉式分线器。
1958年2月，上海从瑞士KM公司成套引进了斜摆式架空构件，以用来替换当时老旧的英式架空线网。改造后的供电线网，降低了触线冲击和畸型磨损，减少了集电器的脱线事故，增大了线网杆距，节约了大量投资。斜摆式悬吊有自动补偿触线张力作用，免除了线网冬天放松，夏天收紧的繁重操作。
1959年4月，上海电车供电所率先对24路无轨电车线路进行全线架空线网改造，取得了良好效果。同年12月10日，全市所有电车架空线网（包含有轨电车）改造完成了瑞士KM风格的斜摆式架空线，使当时上海的电车架空线网技术达到了世界先进水平。直至今日，上海电车架空线网的制式仍旧是瑞士KM的风格。
1959年，全市所有电车的集电头由原来的滑轮更换成了煤精滑履，以减少对架空线网的磨损，降低架空线网事故的发生。
1965年，上海电车供电所从德国西门子公司引进了硅式整流设备和整流站无触点远动自动化设备，以替代原来整流站所用的水银设备，降低工作风险，减轻职工的劳动强度。
1967年2月3日开始对金门站进行改造，5月3日国内第一座远动自动化硅整流站投入供电。截止90年代中期，上海所有的电车整流站都实现了无人自动化控制。
截止2014年，上海共有电车整流站24座，总供电量51570千瓦，可满足400-450辆单机功率为100千瓦的无轨电车行驶。
上海最早的铰接无轨电车——SKD663型在1962~1963年开始服役，并逐渐取代了许多双轴车辆，成为当时上海拥有的无轨电车中数量最多的车型。SKD663型持续生产到1969年，后来被于1970年开始制造的SK561型所取代，在1970年代中期，上海又研制出可控硅脉冲调速的SK561G、SK561GF等新型电车。
在20世纪80年代初，约850-900辆无轨电车中的近800辆为铰接式车辆，使上海拥有世界上最多的铰接式无轨电车。其中大约150辆为制造于20世纪60年代的SKD663型。最后的双轴车于1983年退役，此后上海的约860辆电车均为铰接车；但是数年后，运营商就开始购买新的双轴无轨电车，逐渐取代所有的铰接式车辆。到2009年，上海的280辆电车均为双轴电车。
自2001年起，所有新的无轨电车均已装有空调，最后的无空调车在2009年年底退役。当时上海共有大约200辆无轨电车。
2021年7月15日，申沃SWB5129BEV77G型双源无轨电车开始在14路载客试运营；2022年9月10日，20路改用22辆采用“上海印象”涂装的该款电车运营。
与此同时，上海市决定只保留六条传统无轨电车线路：14路、15路、19路、20路、23路、24路，多条线路因此在2022~2023年改用电动汽车运营：25路于2022年8月15日起更换，两天后22路和28路亦完成更换；8路于2022年11月17日起更换；13路于2023年1月1日起更换。
2023年1月17日，上海最后一批青年无轨电车（JNP6120BEV1和JNP-WG120G）在15路退役，15路自次日起全数使用“上海印象”复古款无轨电车。